# Пристріт

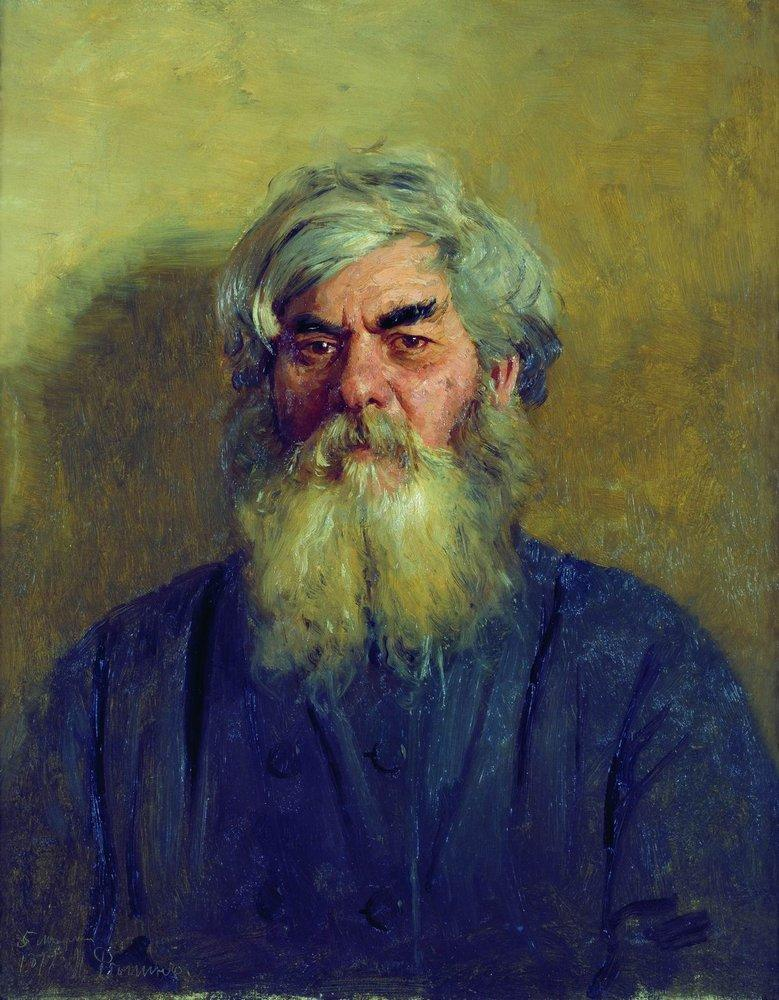
І. Ю. Рєпін «Мужик з лихим оком», 1877

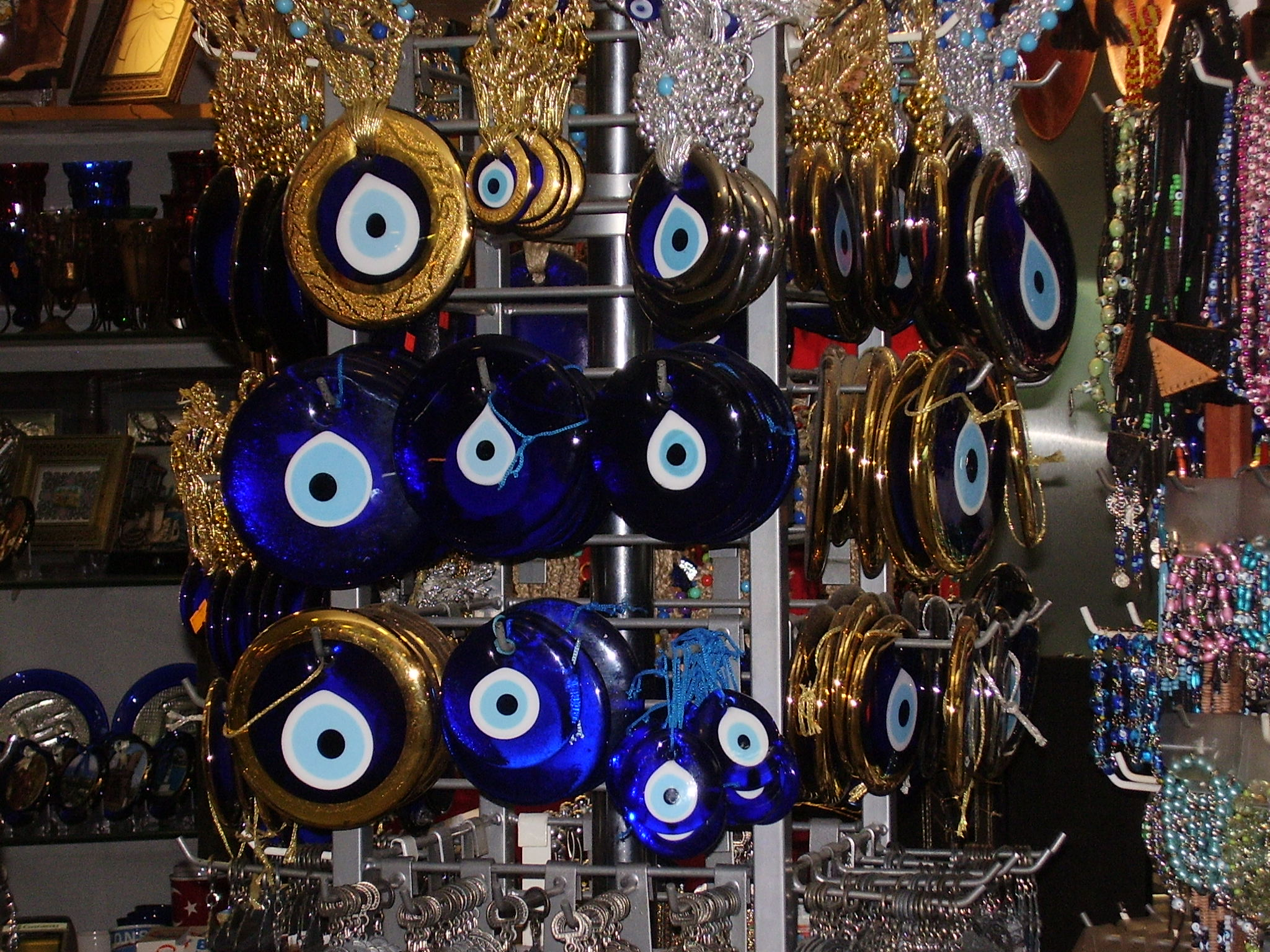
Назари, турецькі амулети, які нібито оберігають від пристріту

Пристрі́т — поширений у багатьох народів забобон про поганий вплив погляду деяких людей взагалі або за деяких обставин. Інші назви — вро́ки, навро́ки, призі́р, прозі́р, зурочення, зочення. Слово «пристріт» утворене від сполучення *при стріті («при зустрічі») — первісно так називали негативний вплив від зустрічі з недоброю людиною.
Пристріт слід відрізняти від причини — хвороби, наведеної чарами, чаклунством.

## У народних віруваннях та релігіях
За народними повір'ями пристріт — шкода, хвороба, спричинені кому-небудь злим поглядом (рідше словами чи діями). Пристріт, заподіяний поглядом, називався «зоченням» (від «око») — людину «зочували» недобрими очима. Того ж походження і семантики слова «призір» і «прозір» (від «зріти», «зір»). Спричинений злими словами — «зуроченням», «вроками» (від «ректи»). Хвороба від зустрічі з недоброю людиною називалася «перестріт», також так звали і саму нещасливу зустріч
Віра у пристріт призводила до панічного страху перед ним. Вважалося, що наврочити може людина з косими, різнокольоровими, зеленими, витрішкуватими очима, низько опущеними бровами — так званим «поганим» або «лихим» оком. Людям здавалося, що такі очі віддзеркалюють не пряме, а обернене зображення. Дітей, як найвразливіших до вроків, для запобігання ним приховували від сторонніх, особливо під час купання. Для лікування пристріту використовували різноманітні замовляння, наприклад, «Помагаєш ти, вода явленая, очищаєш ти, вода явленая, і луги, і береги, і середину. Очищаєш ти, вода явленая, народженого од прозору: надуманого, погаданого, встрічного, водяного, парубоцького, дівоцького. Підіте, уроки, на сороки, на луги, на очерети, на болота, на моря». Вважалося, що при пристріті допомагає вода, освячена в церкві на Стрітення — завдяки співзвучності слова з назвою свята.
Як і інші забобони, віра в пристріт — один із найпоширеніших проявів магічного мислення. Самі найменування пристріту дуже подібні у різних народів (англ. evil eye, итал. malocchio, нім. entsehen).
Очевидно, найближче джерело забобонів лежить у первісної демонології, яка вбачала присутність демонічної сили у кожній людині, і навіть у деяких незрозумілих реальних явищах (навіювання/сугестія, гіпнотизм). У німецьких сагах людина з густими бровами, що зрослися, вбиває поглядом свого ворога — демон вилітає з його брів у вигляді метелика і завдає смерті.
У єврейській міфології поняття називають айн ха-ра (עין הרע‎ — «око злого»). Серед семітів порятунком від пристріту вважається амулет хамса.
У японської міфології є подібне поняття ікірьо.
В исламі пристріт называється «сіхр» (араб. السِّحْر).
У «Діагностичному і статистичному посібнику з психічних розладів» (четверте видання, DSM-IV-TR) пристріт відносять до культурно-зумовлених синдромів. Описано характерні симптоми: плач без причини, переривчастий сон, діарея, блювання і пропасниця в дітей, іноді в дорослих.

## Інше
- Зі словом «вроки» пов'язаний і прислівник «нівроку» — первісно він означав «аби не наврочити», «не на вроки»[3].

## У літературі
У повісті Буало-Нарсежака «Лихе око» (Le Mauvais Œil; 1956) головний герой вірить, що має здатність призводити до наглої смерти тих, кому цього побажає, і що це пов'язане з успадкованим від матері особливим поглядом очей.